# Анита Огњановић
Анита Огњановић (Врбас, 1996) српска је глумица.

## Биографија
Анита Огњановић је рођена 1996. у Врбасу, у коме је завршила основну школу и гимназију. Од детињства је била члан студија за негу говора и учествовала је на бројним такмичењима у говорничким вештинама. У родном граду је похађала и школу глуме. По одласку у Београд уписала је глуму на Академији уметности Алфа БК универзитета. Студирала је у класи професора Игора Ђорђевића.

## Улоге

### Филмографија
| Год.       | Назив                  | Улога         | Напомена                |
| ---------- | ---------------------- | ------------- | ----------------------- |
| 2010-е     |                        |               |                         |
| 2019.      | Сенке                  | —             | кратки филм             |
| 2019.      | О дангубама и јабукама | Цвете         | кратки филм             |
| 2020-е     |                        |               |                         |
| 2020.      | Луди                   | Соња          | кратки филм             |
| 2020.      | Све како треба         | Сара          | кратки филм             |
| 2020.      | Ургентни центар        | Милица Стојић | ТВ серија, 1 еп.        |
| 2021.      | Делови тела            | Анита         | кратки филм             |
| 2021—2024. | Дуг мору               | Палома        | ТВ серија, 5 еп.        |
| 2022.      | Блок 27                | ученица 1     | ТВ серија, 1 еп.        |
| 2022.      | Мочвара                | конобарица    | ТВ серија, 2 еп.        |
| 2022.      | Кротки                 | Сара          | кратки филм             |
| 2022.      | Клан                   | Душица        | ТВ серија, 3 еп.        |
| 2022.      | Усековање              | Ана           |                         |
| 2022.      | Памти                  | —             | кратки филм             |
| 2022—2024. | У клинчу               | Милица Ковач  | ТВ серија, главна улога |
| 2023.      | Духови на мојим леђима | Сара          | кратки филм             |
| 2023.      | Посета                 | Јована        | ТВ мини-серија, 1 еп.   |
| у припреми | Апсолутних 100         | Соња          | ТВ серија, главна улога |
| у припреми | Зваћеш се Варвара      | Варвара       | ТВ серија, главна улога |
| у припреми | Саучесници             | Марија        |                         |

### Спотови
- Чар и моћ — Авала 3 (2025)

## Награде
| Година | Награда                                                            | Улога | Остварење      | Изв.  |
| ------ | ------------------------------------------------------------------ | ----- | -------------- | ----- |
| 2021.  | Награда Златна интерпретација за најбољу женску улогу (Башта фест) | Сара  | Све како треба | [ 3 ] |
| 2022.  | Награда Филмских сусрета за женску епизодну улогу                  | Ана   | Усековање      | [ 4 ] |